# Tvillingsjäl
Se även Tvillingskäl, ett album av Eva Dahlgren
Tvillingsjäl är en låt skriven av Lena Philipsson. Den framfördes i Melodifestivalen 1991 av Pernilla Wahlgren där den kom på delad 6:e plats. (Fem bidrag gick vidare till finalomröstning det året. De övriga delade på 6:e platsen.)  "Fångad av en stormvind", framförd av Carola Häggkvist, vann.
"Tvillingsjäl" släpptes 1991 som singel.